# Helioporidae
Helioporidae é uma família de corais da ordem Scleralcyonacea.

## Géneros
Seguem os gêneros da família:
- Acropsammia (Gerth, 1933 †)
- Dactylacis (d'Orbigny, 1849 †)
- Eomontipora (Gregory, 1932 †)
- Heliopora (de Blainville, 1830)
- Javanopora (Gerth, 1933 †)
- Nanipora (Miyazaki & Reimer, 2015)
- Octotremacis (Gregory, 1900 †)
- Parapolytremacis (Alloiteau, 1957 †)
- Polytremacis (d'Orbigny, 1849 †)
- Progonopora (Gerth, 1933 †)
- Pseudopolytremacis (Morycowa, 1971 †)
- Selidolithus (Alloiteau, 1957 †)